# Mykologie

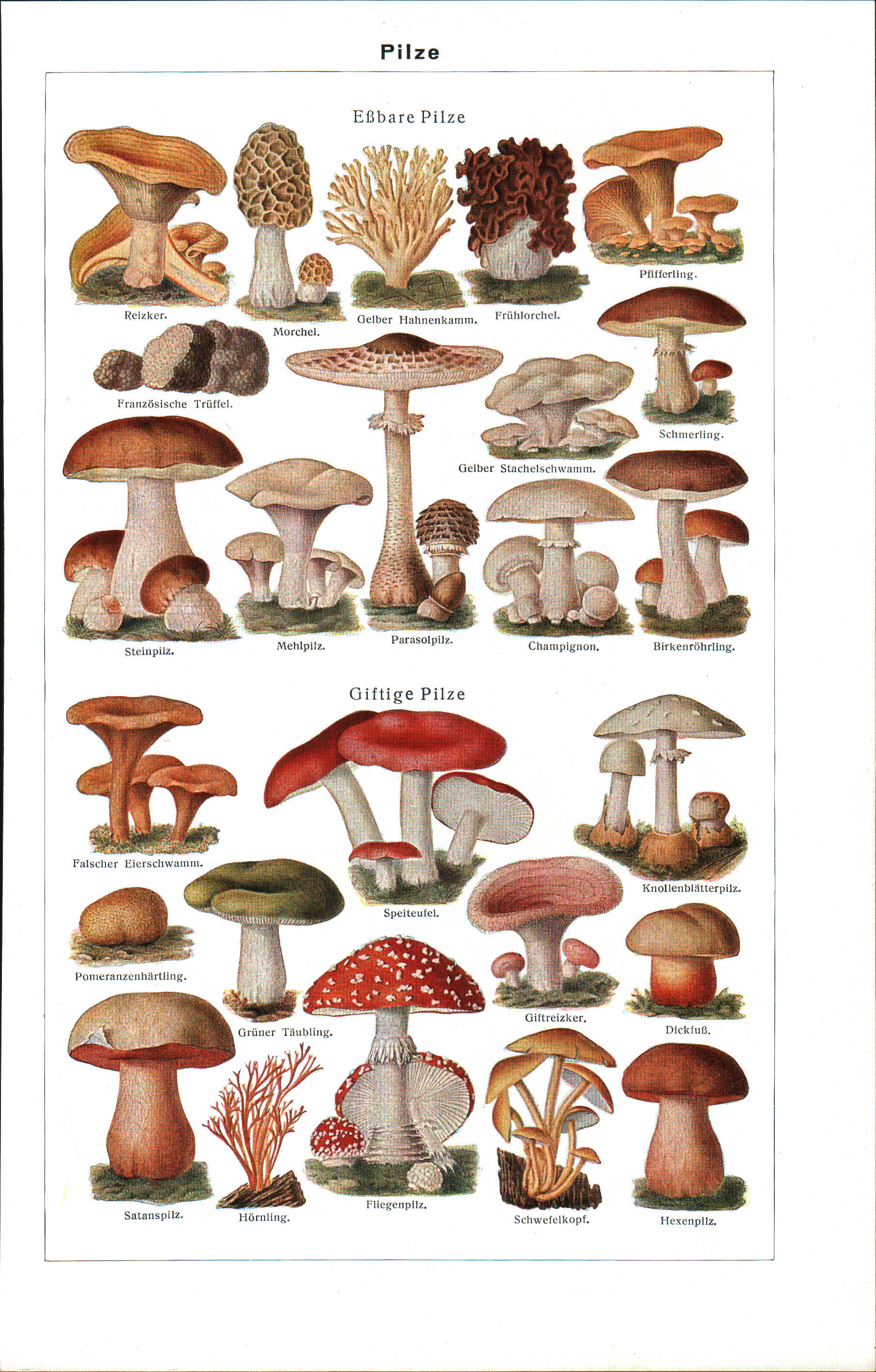
Plodnice některých hub

Mykologie (z řec. μύκης mýkés – „houba“) je věda zabývající se studiem hub; jejich klasifikací (tříděním), funkcí v přírodě, genetickými a biochemickými vlastnostmi, jejich využitím v lékařství a potravinářství, otravami a nemocemi, které způsobují, apod. Příbuzným oborem mykologie je fytopatologie.
Mykologie byla dříve brána jako podobor botaniky, ačkoliv houby nejsou součástí říše rostlin a jsou evolučně bližší k živočichům.[zdroj?] Některé části mykologie se překrývají s mikrobiologií. Hraničním oborem mezi mykologií a botanikou či bakteriologií je lichenologie, nauka o lišejnících (houbách symbioticky svázaných s řasami či sinicemi). Geomykologie je obor zkoumající interakce hub a geologického podloží.